# Arroba de los Montes
Arroba de los Montes − miasto w Hiszpanii, w prowincji Ciudad Real, wspólnoty autonomicznej Kastylia-La Mancha, mniej więcej w połowie odległości między Madrytem a Kordową.
Powierzchnia: 61,70 km². Ludność: 584 (2004).